# Колтодино (Ријети)
Колтодино је насеље у Италији у округу Ријети, региону Лацио.
Према процени из 2011. у насељу је живело 420 становника. Насеље се налази на надморској висини од 235 м.